# Distretto di Guangfeng
Il distretto di Guangfeng (广丰区S, Guǎngfēng QūP) è un distretto della Cina, situato nella provincia di Jiangxi e amministrato dalla prefettura di Shangrao.